# Zaedyus (puits)
Pour le pichi, voir Zaedyus pichiy.
Zaedyus est un puits de pétrole (forage exploratoire offshore) positionné à 150 km au nord-est de Cayenne, dans l'océan Atlantique. 
Il est exploité par un consortium conduit par Shell, avec Tullow Oil comme opérateur du forage.

Ce puits a permis la découverte courant 2011 au large de la Guyane d'indices de présence d'un champ pétrolifère potentiellement quantitativement important. Ce champ pourrait (sous réserves de confirmations par de nouveaux forages exploratoires) être au moins en partie similaire au champ pétrolifère « Jubilee », découvert en 2007 par la même compagnie au large de l'Afrique de l'Ouest.
Le puits est dénommé « Zaedyus » (Zaedyus est le nom d'un genre de tatou sud-américain).

## Situation
Le puits a été foré en offshore au large de la Guyane française. 
Ce gisement potentiellement important est enfoui à 150 kilomètres au nord-est de Cayennesous plus de 2 000 mètres d'eau et 5 711 m de roche sous le plancher marin. 

## Acteurs
La coentreprise qui a financé et mis en œuvre l'opération associe : 
- le groupe Shell (45 % des parts) ;
- le groupe Total (25 %) ;
- la compagnie Tullow Oil (opérateur du forage détenant 27,5 % des parts) ;
- Le groupe Northpet Investments (2,5 %). Ce groupe appartient  à (Northern Petroleum plc qui en possède 50 % et à Wessex Exploration plc. qui possède les 50 autres pour cents des parts)[3],[1].

## Géologie
Ce champ pourrait être un « pendant », ou « miroir » géologique de ceux déjà exploités en Afrique de l'Ouest (continent, qui était autrefois « collé » aux Amériques).

Le pétrole y est, selon l'opérateur du forage, présent à grande profondeur, sur plusieurs dizaines de mètres d'épaisseur (en deux réservoirs), dans des couches sableuses.

## Réserves à estimer
Le volume du réservoir ne peut pas encore être évalué. 

Tullow Oils évoque une réserve possible de milliards de barils de réserves (les prévisions les plus optimistes évoquent une réserve de 5 milliards de barils, ce qui pourrait alors porter la France à un statut de producteur pétrolier de troisième ou second rang d'ici une quinzaine d'années), mais Total et Shell restent prudent ; «Ce forage est considéré comme à fort risque mais à fort enjeu», selon Total. 
Il était selon Shell (investisseur majoritaire), encore trop tôt en 2011  pour chiffrer les capacités de production du réservoir. Shell rappelle que « Les lecteurs ne devraient pas se fier indûment aux énoncés prospectifs ». en ajoutant «Nous sommes au début de l'évaluation, mais les premiers résultats sont encourageants».
En octobre 2011, avec l'Espagnol Repsol, Tullow devait ensuite lancer une autre prospection dans les fonds marins du Guyana, également à 6 000 mètres environ sous la surface (2 000 mètres d'eau puis 4 000 m sous le plancher marin). Si cet autre forage trouvait le même pétrole, ce serait un indice en faveur d'un gisement important.

Shell-France annonçait pour juin 2012 un autre forage d’exploration. Cependant, le projet qui devrait coûter entre 5 et 10 milliards de dollars de la phase d’exploration à une éventuelle phase d’exploitation, ne devrait pas aboutir à une production avant au moins huit ans.
L'UFIP estimait en octobre 2012 que le gisement permettrait de produire 120 000 barils par jour pendant dix ans, soit 7 % de la consommation nationale.
Tullow a annoncé un second forage en 2012

## Nature du gisement
Les pétroles non conventionnels sont parfois d'une qualité médiocre, et les gisements HP/HT (« haute pression/Haute température ») forés en conditions extrêmes peuvent être difficiles ou coûteux à exploiter, surtout en mer ; 

La qualité des échantillons remontés en 2011 serait « intéressante » selon Tullow qui n'a cependant pas publiquement fourni d'analyse détaillées.